# Суппире-мамара
Суппире-мамара — северная языковая группа семьи Сенуфо Нигеро-конголезской макросемьи, распространённая преимущественно на юго-востоке Мали (восток области Сикасо и юго-восток Сегу) и западе Буркина-Фасо (запад областей Верхних Бассейнов и Каскады). Суппире-мамара составляет 27,5 % от всего населения семьи — 750 000 носителей (Olson 1996). Северное сенуфо отделено от центрального сенуфо узкой полосой носителей языка манде. С запада и востока носителей суппире-мамара окружают такие языки манде как бамана и дьюла, которые оказали значительное влияние на их лексику и грамматику (Carlson 1994).
Состав:
- мамара, или маньинка (около 700 тыс. чел.; юго-восток Мали),
- суппире, или супьир (около 364 тыс. чел.; юго-восток Мали),
- сусите, или сисите (около 35 тыс. чел.; Буркина-Фасо — обл. Каскады),
- шемпир, или сьемпире
- нанериге, или нанерге (50 тыс. чел., Буркина-Фасо — обл. Верхние Бассейны).